# 多賀城市立多賀城東小学校
多賀城市立多賀城東小学校（たがじょうしりつ たがじょうひがししょうがっこう）は、宮城県多賀城市笠神五丁目にある公立小学校。

## 概要
隣敷地に多賀城市立東豊中学校があり、両校の交流が盛んである。2010年度現在の生徒数は503人、学級数20クラス、多賀城市内の小学校全6校中、4番目の生徒数である。教職員（技師、支援員を含む）は38名である。
校旗1962年（昭和37年）10月制定
校歌1966年（昭和41年）6月制定

## 経営理念
- 子どものことを第一に考え、お互いの個性を尊重し、力を合わせて保護者に信頼され、地域とともに歩む開かれた
学校づくりをめざす。
また一人ひとりが自信を持ち、常に創造し挑戦する教職員集団をめざす。

## 通学区域
- 多賀城市
  - 丸山2丁目[1]
  - 笠神1丁目の一部（4番から21番まで）、2丁目の一部（1番から10番まで及び17番）、笠神3丁目-5丁目
  - 大代1-6丁目

## 進学先中学校
- 多賀城市立東豊中学校（大部分）

〇近隣私立中学校など
- 秀光中学校
- 東北学院中学校

〇他県、他自治体への転校